# Ichthyophis beddomei
Ichthyophis beddomei es una especie de anfibio gimnofión de la familia Ichthyophiidae. 

## Distribución
Es endémica del sur de los Ghats Occidentales (India), montañas por las que se encuentra ampliamente distribuida: en ellas, habita en Maharastra, en Karnataka, en Tamil Nadu y en Kerala.
Parece ser abundante en su área de distribución.
Se halla a una altitud de 1000 m s. n. m.

## Morfología
La coloración dorsal es marrón violácea oscura; la ventral, marrón clara; presenta una franja amarilla lateral, algo más ancha en el cuello, desde la cabeza hasta la punta de la cola; el labio superior y la mandíbula también son amarillos. Los ojos son definidos. Los tentáculos están muy cerca del labio y son casi equidistantes de los ojos y de las narinas. Estas se hallan en el extremo del hocico, pero son apreciables en una visión cenital. El maxilar es sobresaliente con respecto a la mandíbula.

## Ecología
Las larvas son acuáticas, y viven en arroyos y en el lodo.
Los adultos son animales de vida subterránea, ligada a la materia vegetal en descomposición, al humus y al suelo húmedo de bosques tropicales de hoja perenne. También habitan en cultivos ligeramente intensivos y en plantaciones.